# Alatuncusiodes korytkowskii
Alatuncusiodes korytkowskii är en fjärilsart som beskrevs av Munroe 1974. Alatuncusiodes korytkowskii ingår i släktet Alatuncusiodes och familjen Crambidae. Inga underarter finns listade i Catalogue of Life.